# Peter Berghaus
Peter L. Berghaus (Amburgo, 20 novembre 1919 – Münster, 16 novembre 2012) è stato un numismatico tedesco.
È stato il fondatore di una scuola numismatica in seguito chiamata Hamburger Schule.

## Biografia
Dopo gli studi al Johanneum di Amburgo, un ginnasio fondato nel 1529, e la partecipazione come soldato alla seconda guerra mondiale studiò storia, folclore e storia dell'arte ad Amburgo. Ottenne l'abilitazione con un lavoro, supervisionato da Walter Hävernick (1905–1983), sulla circolazione monetaria medievale nell'Oberweser, la prima dissertazione della scuola numismatica di Amburgo. Dal 1950 lavorò come numismatico al Westfälisches Landesmuseum a Münster. Qui egli costruì il Dipartimento di Storia locale. È stato docente, dal 1961 Honorarprofessor, di numismatica alla Università di Münster. Dal 1977 fino al suo pensionamento nel 1984 Berghaus è stato direttore del Westfälisches Landesmuseum.
Dal 1973 al 1986 ha fatto parte del direttivo della International Numismatic Commission (ora International Numismatic Council), fino alla carica di Vicepresidente. Eccezionale è la sua partecipazione alla identificazione delle monete tedesche nei ritrovamenti monetari svedesi di periodo vichingo dagli anni 1950 (assieme a Vera Hatz e Gert Hatz).
Dall'estate 1962, per oltre 50 anni, ha fatto parte, come membro fondatore, del Rotary Club di Münster-St. Mauritz. In questo ruolo, dal 1970 circa, ha promosso progetti di beneficenza a favore del popolo indiano.
L'alta considerazione dei suoi colleghi e dei suoi studenti è documentata tra l'altro dalle tre commemorazioni dedicate a Berghaus, per il 50°, 60° e 70° genetliaco nel 1969, 1979 e 1989.

## Aree di ricerca
Berghaus è stato autore di molti contributi nella numismatica medievale, con particolare interesse su quelle dell'epoca vichinga, della Vestfalia e nella storia della ricerca in ambito della numismatica. Berghaus ha introdotto il metodo della comparazione dei conii nella numismatica medievale.
Per le sue ricerche nell'ambito della numismatica medievale gli sono stati assegnati: nel 1974 il premio della Gesellschaft für Internationale Geldgeschichte, nel 1979 la Medaglia della Royal Numismatic Society, nel 1984 la Archer M. Huntington Medal e nel 2004 lo Eligiuspreis della Deutsche Numismatische Gesellschaft.

## Alcune pubblicazioni
- Währungsgrenzen des westfälischen Oberwesergebietes im Spätmittelalter. Museum für Hamburgische Geschichte, Abt. Münzkabinett, Hamburg 1951
- Anglo-friesische Runensolidi im Lichte des Neufundes von Schweindorf (Ostfriesland). Westdeutscher Verlag, Köln u. a. 1967.
- Westfälische Münzgeschichte des Mittelalters (= Bildhefte des Westfälischen Landesmuseums für Kunst und Kulturgeschichte Münster 1). Landesmuseum für Kunst und Kulturgeschichte, Münster 1974 (2. verbesserte und ergänzte Auflage. Münster 1985).
- Die Münzen von Dortmund (= Dortmunder Münzgeschichte 1). Stadtsparkasse, Dortmund 1978.
- Der Münzschatz von Querenburg in der Bochumer Universität (= Kleine Hefte der Münzsammlung an der Ruhr-Universität Bochum 12/13). Brockmeyer, Bochum 1990, ISBN 3-88339-821-7.
- als Herausgeber: Numismatische Literatur 1500–1864. Die Entwicklung der Methoden einer Wissenschaft (= Wolfenbütteler Forschungen 64). Harrassowitz, Wiesbaden 1995, ISBN 3-447-03729-6.
- Denar – Sterling – Goldgulden. Ausgewählte Schriften zur Numismatik. Herausgegeben und eingeleitet von Gert Hatz, Peter Ilisch und Bernd Kluge. Künker, Osnabrück 1999, ISBN 3-9801644-3-8.